# Landesregierung Rehrl IV
Die Landesregierung Rehrl VI war die insgesamt vierte Salzburger Landesregierung unter dem seit 1922 regierenden Landeshauptmann Franz Rehrl. Sie amtierte in der Zeit des Austrofaschismus von der Konstituierung des Landtags auf ständischer Grundlage am 22. November 1934 bis zum Einmarsch der Wehrmacht in Österreich am 12. März 1938. Rehrl wurde kurz nach dem Einmarsch der deutschen Truppen in Salzburg seines Amtes enthoben und vorübergehend in Haft genommen.

## Regierungsmitglieder
Landeshauptmann
- Franz Rehrl

Stellvertreter
- Alois Wagenbichler

Landesräte
- Adolf Schemel
- Josef Hauthaler
- Josef Schliesselberger
- Robert Nußbaumer